# Homer Alone
«Homer Alone» (с англ. — «Гомер один дома») — пятнадцатый эпизод третьего сезона мультсериала «Симпсоны» и 50 по счёту эпизод всего мультсериала. Вышел в эфир 6 февраля 1992 года.

## Сюжет
После нервного срыва из-за наплыва домашних дел Мардж решает, что ей необходим отпуск. Она отправляется на «Ранчо Релакс», оставляя Барта и Лизу под присмотром Пэтти и Сельмы, а Мэгги оставив дома с Гомером. Гомер приглашает Барни, чтобы тот помог в уходе за Мэгги, но скоро понимает, что без Мардж ему не обойтись. Мэгги, расстроенная отсутствием матери, убегает из дома. Тем временем Мардж решает, что уже достаточно отдохнула, и звонит Гомеру, сообщая о своём возвращении и прося встретить её на вокзале. Гомер находит Мэгги только к приезду Мардж, и все члены семьи, радуясь её приезду, обещают разделять домашние обязанности.

## Интересные факты
- По «правилам официального графика» серия должна была выйти ещё 26 декабря 1991 года, а серия «I Married Marge» (которая вышла 26 декабря) — 5 декабря.

## Культурные отсылки
Название эпизода (англ. Homer Alone) является отсылкой к фильму «Один дома» (англ. Home Alone).